# グッディ! (和歌山放送)
グッディ!は、和歌山放送（wbs）で2012年4月2日から放送されている、朝の生ワイド番組。
局の公式サイトでは上記タイトル表記だが、局発行のタイムテーブルや新聞のラジオ欄、radikoの番組表においては、『グッデイ!』の表記も見られるなど、統一がなされていない。

## 概要
『つれもてワイド』レーベル廃止を伴う、2012年春の大規模番組改編により、それまでの『朝からつれもて』の放送枠を受け継いで新しくスタートした。最新のニュース・天気・交通情報を中心に、朝の時間帯に役立つ情報を盛り込んで放送する。
『朝からつれもて』以前の同時間帯の番組にも言える事だが、約2時間のワイド番組ながら、番組内にキー局制作を中心とした、5 - 15分単位のフロート番組を多数内包しており、スタジオからの生放送は1時間程度に過ぎない。その一方で、番組専用のメールアドレスを設けて、メッセージを受け付けたり、リクエスト曲に応えるなどして、ワイド番組としての体裁を保っている。
2016年3月25日までは、本社4階のブルースタジオからの放送であったが、同年3月28日からは、隣接するオレンジスタジオからの放送となり、複数いた番組スタッフもパーソナリティーを除けば、中村作栄（報道制作部デスク）のみとなった。
2024年9月30日からの秋季番組改正で、朝ワイドを『ボックス』に集約し、8:15-11:10に放送するため、同9月27日に終了。7時台は自社制作の録音番組か、ニッポン放送、文化放送の生放送番組のネット受けに変更される。

## 放送時間
いずれも月曜日から金曜日の放送。
- 2012年4月2日 - 2013年3月29日 6:40 - 9:00
- 2013年4月1日 - 2015年3月27日 6:40 - 8:30

『情報ワイド きい☆ハンター』枠拡大に伴う時間変更。
- 2015年3月30日 - 2016年3月25日 6:45 - 8:30

『ENEOSプレゼンツ あさナビ』（ニッポン放送制作）ネット開始に伴う時間変更。
- 2016年3月28日 - 2016年3月31日 6:40 - 8:30

『あさナビ』ネット打ち切りに伴う時間変更。
- 2016年4月1日 - 2018年9月28日 6:30 - 8:30

『心のいこい』（宗教番組）ネット打ち切りに伴う時間変更。
- 2018年10月1日 - 2022年4月1日 6:30 - 8:40

『ボックス』枠縮小に伴う時間変更。
- 2022年4月4日 - 現在 7:00-8:40

6時台がすべて録音番組となったことにより枠縮小

## 出演者
☆印の人物は、『朝からつれもて』からの続投。

### パーソナリティー
月・火曜日
- 平井理弘（和歌山放送アナウンサー・報道制作局長、2021年9月27日-）

水 - 金曜日
- 北尾博伸（和歌山放送アナウンサー、2014年3月31日 - ）

2014年3月31日 - 2016年3月24日は、月 - 木曜日パーソナリティー、2016年3月28日 - 2017年3月31日は、全曜日パーソナリティー。
2021年9月21日までは火曜日も担当
当番組出演日は、正午のニュース、及び『こちら119番』担当を兼務。2016年3月28日以降は、『ボックス』内の10時のニュースも兼務している。
『朝からつれもて』にも、担当曜日の変更をしつつ、長期に亘って出演していた。

### コーナーレギュラー
ゲンキ和歌山市
- 深井瞭（和歌山放送アナウンサー、2020年9月7日 - ）

歌のない歌謡曲
- 笠野衣美（和歌山放送契約アナウンサー、2019年10月4日 - [3]）☆

2012年4月4日 - 2014年3月27日は、水・木曜日パーソナリティーを担当。その後も『Honda Dream Navi』担当として、2016年3月25日まで出演していた。
Honda Dream Navi
2016年3月28日以降、以下の2名が原則隔週交代で出演。
- 三浦ちあき（和歌山放送契約アナウンサー）
- 峪仁美（さこ・ひとみ、和歌山放送専属パーソナリティー）

2016年1月8日 - 3月25日は、金曜日パーソナリティー、2017年4月3日 - 2018年3月26日は、月曜日パーソナリティーをそれぞれ担当。『Honda Dream Navi』専任期間中にも、番組本編にピンチヒッターとして数回出演している。

### 過去の出演者
- 中川智美（和歌山放送アナウンサー）☆
  - 月・火曜日パーソナリティー（2012年4月2日 - 2014年3月25日）
  - 『歌のない歌謡曲』担当（2012年4月2日 - 2019年12月31日）[6]

『歌のない歌謡曲』専任期間中にも、番組本編のピンチヒッターを度々担当した。
- 阿部奈緒美（和歌山放送専属パーソナリティー[7]、金曜日パーソナリティー、2012年4月6日 - 2013年3月29日）☆
- 高野豊子（和歌山放送専属パーソナリティー[7]、金曜日パーソナリティー、2013年4月5日 - 2016年1月1日）

2016年3月までは、あくまでも休養扱いであったが、北尾が全曜日担当になった際、正式に降板となった。
- 南くるみ（和歌山放送専属パーソナリティー、『ゲンキ和歌山市』担当、2012年4月2日 - 2019年3月29日）☆

前身の『和歌山市ニュース』以来、28年間同時間帯の番組を担当した。
- 覚道沙恵子（当時和歌山放送アナウンサー、『ゲンキ和歌山市』担当、2019年4月1日 - 2020年9月4日）

それ以前から、ピンチヒッターや『Honda Dream Navi』担当として出演していた。2020年4月の一時期、体調不良の為休演した際には、前任の南が代演した。
- 小林睦郎（フリーアナウンサー、元和歌山放送アナウンサー、2018年4月2日 - 2021年9月20日　月曜日担当）

この他に、『Honda Dream Navi』担当として、和歌山放送の女性アナウンサー（国丘彩乃など）が出演していた時期がある。

## タイムテーブル
2022年12月現在の内容。放送時間はおおよその目安。コーナーの合間に、随時メッセージ紹介を挿む。
なお、フロート番組のうち、ラジオショッピングを除く録音番組については、radikoでは2016年10月のタイムフリー聴取開始以降、別番組扱いとしている。
| 時刻 | コーナー名                                              | 内容 |
| ---- | ------------------------------------------------------- | --- |
| 7:00 | オープニング・和歌山放送ニュース                        | 挨拶の後は、主にパーソナリティーの近況や、放送前日のニュースを基にしたオープニングトークを軽く行う。 その後は和歌山県内の6:00または6:10現在の気温と、県内の交通機関（JR・南海電鉄・南海フェリー）の運行状況を伝える。 時間があれば、メッセージ・リクエストの募集告知も行う。またニュースの時間は全国のニュースが中心。 |
| 7:06 | 天気予報                                                | |
| 7:10 | お早う! ニュースネットワーク                            | ニッポン放送制作のフロート番組。 |
| 7:25 | ゲンキ和歌山市                                          | 自社制作のフロート番組で、和歌山市の市政広報番組。2018年4月以降、曜日毎に以下の企画を放送している。 - 月・水曜日…暮らしのゲンキ（和歌山市が行う様々な取り組みについて、市役所の担当者などにインタビューする） - 火・木曜日…まちかど通信（和歌山市内42の地区を訪問し、それぞれの地区の特色・魅力など紹介する。不定期に休止する場合があり、その際は『暮らしのゲンキ』を放送） - 金曜日…ゲンキトピックス（週末から翌週にかけてのイベント情報や、和歌山市からのお知らせなど） |
| 7:30 | 歌のない歌謡曲                                          | JRN系企画ネット番組。wbs制作版では、週毎に設定したテーマに沿った軽いトークを、曲にのせて行う。 途中7:35頃に、交通情報と天気予報を挿む。 |
| 7:45 | SUZUKIハッピーモーニング・ 羽田美智子のいってらっしゃい | ニッポン放送制作のフロート番組。 |
| 7:50 | Honda Dream Navi                                        | 自社制作のフロート番組。「あなたの夢は何ですか?」をテーマに、和歌山県内で活躍する様々なジャンルの人物に週単位でインタビューする。 月 - 木曜日は、プロフィールや活動内容についてインタビュー、金曜日は、今後の夢や抱負を、その人物のリクエスト曲にのせてインタビューする。 |
| 7:56 | 交通情報                                                | |
| 7:58 | 献血情報                                                | 和歌山県内の放送当日の献血受付会場を紹介する。2016年3月25日までは、7:23頃に放送していた。 |
| 8:00 | 話題のアンテナ 日本全国8時です                          | TBSラジオ制作のフロート番組。 |
| 8:15 | 和歌山放送ニュース                                      | この時間は和歌山県内のニュースが中心。 |
| 8:22 | 交通情報                                                | |
| 8:24 | リクエスト紹介                                          | 北尾曰く「和歌山で一番ハードルの低いリクエストコーナー」。8:30終了だった2018年9月までは、リクエスト曲をバックにそのままエンディングに入っていた。 稀にこの時間帯でインフォマーシャルを放送する事があり、その際はリクエストは掛けず、余った時間はメッセージ紹介などに充てる。 2016年4月から2019年3月までは、6:47頃にも設けられていた。6時台はフルコーラスで掛かる確率が高い事もあってか、北尾によると「この時間帯の競争率は高い」とのことであった。                        |
| 8:33 | 天気予報                                                | |
| 8:35 | 交通情報                                                | |
| 8:37 | 和歌山けいりん・レースインフォメーション                | 和歌山競輪場の開催案内、及び場外発売の案内。発売予定がない日はコーナーを休止する。 番組表上のコーナー名は『レースガイド』。 |
| 8:38 | エンディング                                            | |
| 8:39 | 放送終了                                                | 1分間のステーションブレイクを挟んで、『武田鉄矢・今朝の三枚おろし』（文化放送制作）に接続する。 |

### 2021年度まであった6時台
| 時刻 | コーナー名                 | 内容 |
| ---- | -------------------------- | --- |
| 6:30 | オープニング               | 現在の時間帯は「おはようの一曲」 |
| 6:35 | 心のともしび               | 宗教番組。『朝からつれもて』時代からこの時間帯での放送だったが、2016年4月の時間拡大を機にフロート番組化されたが、2022年4月に分離し独立した番組として継続中 |
| 6:40 | おはよう警察本部           | 和歌山県警通信指令室の担当者と電話で結び、放送前日の事件・事故や、防犯・交通安全に関する話題、県警からの告知などを伝えていた。2022年4月以後は「ボックス」の9時30分前後の「和歌山県警のコーナー」（元々は金曜日のみだったが、帯コーナーとなった）に事実上移設しており、現在の時間帯は「Gooood!ストレッチ」      |
| 6:47 | ENEOSプレゼンツ あさナビ   | ニッポン放送制作のフロート番組。 和歌山放送では、2015年3月30日に当番組の前座番組としてネットを開始したが、1年でネット打ち切り。 その後、2019年3月29日で終了した『JFマリンバンク海の天気予報』に代わる、NRN系スポンサードネット番組として、同年4月1日よりこの時間帯でネットを再開し、現在も独立番組として継続。 |
| 6:54 | 快適生活ラジオショッピング | この時間帯は、他のワイド番組内での放送と異なり、柿出奈津江が出演する全国共通の収録版を放送する。現在も独立番組として継続 過去に特別編成で8時台にこのコーナーを放送した際、他のワイド番組同様に、パーソナリティーとライフサポート社の担当者が、電話でやり取りするパターンが行われた事がある。                   |

## 備考
- 2021年現在、文化放送制作のフロート番組は存在しないが、9:00まで放送していた2013年3月までは、『武田鉄矢・今朝の三枚おろし』を8:40 - 8:50に内包していた。『きい☆ハンター』枠拡大時に、時間はそのままに同番組への内包と変わった。
- 夏の高校野球和歌山大会期間中や、箱根駅伝中継（文化放送制作）放送時は、8:40・8:55・9:00のいずれかの時間までの放送となる。その場合は、『きい☆ハンター』『ボックス』の一部コーナー[13]を、当番組内で放送する。
- 北尾は、月に1回程度番組を休む事がある[14]。その際はほとんどの場合、平井[15]がピンチヒッターとして出演していたが、上述の通り2021年10月度の改編から月・火曜日のレギュラーMCを担当することになった。平井担当時は、献血情報が割愛されたりするなど、番組の雰囲気が通常時と異なる事がある。
  - 夏の高校野球和歌山大会期間中も、北尾は会期後半を中心に実況を行う為、当番組を休む。この場合、平井も実況担当の為、当番組への出演が困難である事から、峪や中川・覚道などがピンチヒッターを務める。2018年以降は、これに小林も加わっている。
- 中川・笠野は、当番組パーソナリティー降板後、夕方の『ニュースde和歌山 ちょくダネ。』担当に転じたが、その際お互いの担当曜日の交換が行われた[16]。